# Enzo Dieci
 (octobre 2012).
Enzo Dieci (né le 28 janvier 1934 à Sassuolo, dans la province de Modène, en Émilie-Romagne) est un évêque italien, évêque titulaire de Maura et auxiliaire de Rome. Il est nommé à ces deux fonctions le 7 avril 1992. 

## Biographie
Enzo Dieci est ordonné prêtre le 17 mars 1962.
La consécration épiscopale de Mgr Enzo Dieci par le pape Jean-Paul II a lieu le 26 avril 1992.